# Type O Negative

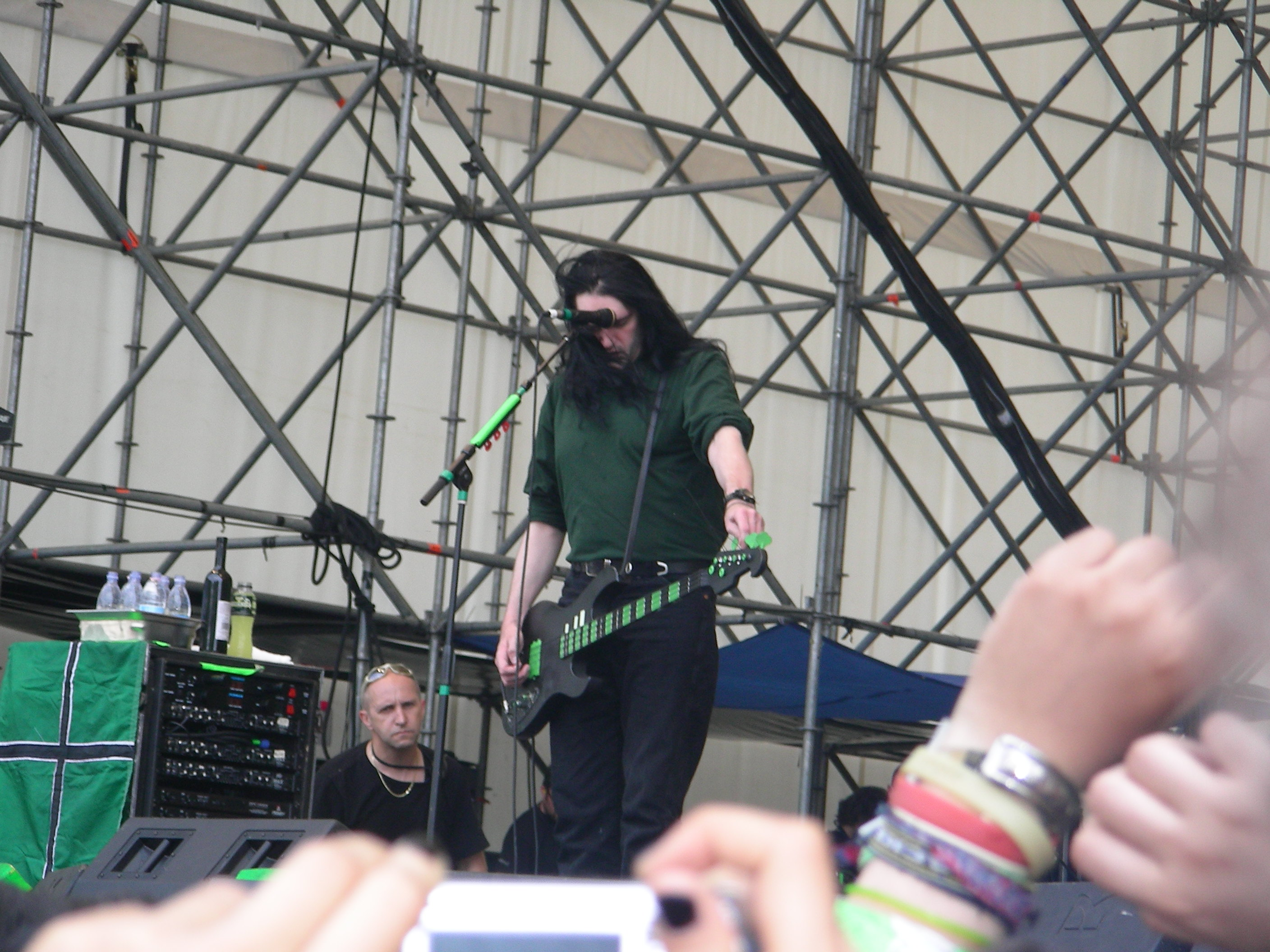
Type O Negative 2007

Type O Negative [ˌtaɪp oʊ ˈnɛgətɪv] war eine amerikanische Rock- bzw. Metalband. Sie wurde 1989 von den aus Brooklyn, New York stammenden Musikern Peter Steele (mit bürgerlichem Namen Peter Ratajczyk, * 4. Januar 1962; † 14. April 2010), Sal Abruscato (* 18. Juli 1970), Kenny Hickey (* 22. Mai 1966) und Josh Silver (* 14. November 1962) gegründet. Zuweilen wurde die Band dem Doom Metal bzw. wegen ihres größten Hits (Black No. 1) dem Gothic Metal zugeordnet.
Der Bandname ist die englische Bezeichnung der Blutgruppe Null-Negativ, gleichzeitig aber auch eine Anspielung auf die typisch depressive Stimmung in Musik und Texten der Band, die sich mitunter auch selbst Drab Four nannte (ein Wortspiel mit Fab Four, drab steht in der englischen Sprache für „eintönig“ oder „düster“). Das Symbol der Band war ein in grün (neben schwarz die charakteristische Farbe der Band) gehaltener Kreis, in dessen Mitte sich ein Minuszeichen befindet. Alle Bandmitglieder trugen dieses Symbol als Tätowierung auf dem Oberarm.

## Geschichte

### Carnivore und die Anfänge
Über einen Instrumentenhersteller lernte Sal Abruscato Louie Beato kennen, den damaligen Schlagzeuger von Carnivore. Beato brachte Abruscato die Grundlagen der Perkussion bei und spielte ihm Musik der Schlagzeuger John Bonham (Led Zeppelin) und Bill Ward (Black Sabbath) vor.
Über Beato lernte Abruscato auch Peter Steele kennen, den damaligen Sänger und Bassisten von Carnivore. Als Carnivore sich auflösten, fragte Abruscato Steele, ob dieser nicht etwas Neues anfangen wolle. Steele arbeitete zu der damaligen Zeit für das Parkamt des Staates New York und ließ sich, obwohl er an seinem gegenwärtigen Beruf durchaus Gefallen fand, dann doch zur Gründung einer neuen Band überreden. Mit Kenny Hickey und Josh Silver, der zuvor schon mit Steele in den Bands Aggression und Fallout gespielt hatte, war die Besetzung komplett.
Gegen den ursprünglich beabsichtigten Bandnamen Repulsion sprach, dass bereits eine andere Band diesen Namen trug. Gleiches galt für die gewählte Alternative Sub-Zero. Schließlich fiel die Wahl auf den Namen Type O Negative, angeblich wegen eines zufällig zu der Zeit im Radio spielenden Aufrufs, die entsprechende Blutgruppe zu spenden.
Steele und Silver schickten die ersten Demoaufnahmen (zu denen Steele die Lieder angeblich in trunkenem Zustand in nur vier Stunden geschrieben hatte) an verschiedene Plattenfirmen, mit der Idee, der meistbietenden Firma den Zuschlag zu geben und das Album selber aufzunehmen. Schließlich wurde nach acht Monate langen Verhandlungen ein Vertrag auch mit RoadRacer – dem Label von Carnivore – abgeschlossen und von Peter Steele mit eigenem Blut unterzeichnet. Allerdings wurde der zur Produktion vorgestreckte Zuschuss anderweitig durchgebracht und am 11. Juni 1991 die Demobänder schließlich als erstes Studio-Album Slow, Deep and Hard herausgebracht.

### Slow, Deep and Hardund Kontroversen
Der generelle Stil auf Slow, Deep and Hard ist eine Mischung aus aggressiven Rhythmen, Grabesgesängen und Rock-Elementen. Musikalisch dominierten Steeles extrem tiefer Bass und Silvers ans epische grenzende Keyboard-Arrangements. Thematisch werden Frustration über soziale Verhältnisse, Probleme mit Frauen und selbstzerstörerische Tendenzen aufbereitet. Ein für die Band typisches Kuriosum ist das eine Minute lange Stück The Misinterpretation of Silence and Its Disastrous Consequences, welches nur Stille beinhaltet. Wie auch die späteren Alben mit Beteiligung der Band am Produktionsprozess war es in Silvers eigenem Studio in Brooklyn, Systems II, aufgenommen und abgemischt worden. Dasselbe gilt für Peter Steeles maßgebliche Beteiligung an der künstlerischen Aufmachung des Produkts. Das Cover von Slow, Deep and Hard zeigt eine grün eingefärbte, grobkörnige Nahaufnahme einer vaginalen Penetration.
Deutlich zeigten sich auch noch die früheren Einflüsse von Carnivore, die auf Konzerten des Öfteren das Publikum mit Körperteilen und Blut von Tieren aus einer Schlachterei beworfen hatten und auch einschlägig für Texte bekannt gewesen waren, in denen Eigenschaften der Geschlechter und ihrer Gegensätze sowie politische und soziale Themen bis ins Apokalyptische hochstilisiert wurden. Relativ schnell wurde Type O Negative (vor allem während der ersten Tourneen in Europa) wegen angeblich frauenfeindlicher und rechtsradikaler Tendenzen angefeindet, die zum Beispiel an den Songs Unsuccessfully Coping with the Natural Beauty of Infidelity und Der Untermensch festgemacht wurden.
Zitat aus dem Liedtext zu Unsuccessfully Coping with the Natural Beauty of Infidelity – auch bekannt unter dem Namen I Know You’re Fucking Someone Else:
you had cock on your mind and cum on your breath

inserted that diaphragm before you left

practicing freelance gynecology

where there’s a womb there’s a way

with you it’s for free

slut whore cunt
Zitat aus dem Liedtext zu Der Untermensch:
hey you on public assistance

why don’t you get a job

sell some dope and buy some pride

it’s the only thing you couldn’t rob

[…]

been doing some thinking and I have an answer

to arrest the spreading cancer

send you back from where you’re from

get the fuck rid of you (sub)human scum
Infolgedessen kam es zu mehreren gewalttätigen Zwischenfällen bei Konzerten. Type O Negative haben sich mehrfach von den Vorwürfen distanziert, unter anderem mit dem Hinweis darauf, dass ein Mitglied, Josh Silver, Jude sei und seine Mitgliedschaft schwerlich mit einer rechtsradikalen oder nazistischen Einstellung der Band vereinbar gedacht werden könne.

„‚Die Presse ist bekannt dafür, dass sie dir deine Worte im Mund umdreht, zum Beispiel als du sagtest, Vergewaltigung wäre eine wunderschöne Sache …‘
‚Nein, das habe ich nicht. Ich habe fünf ältere Schwestern, die ich sehr liebe, und ich würde niemals wollen, dass ihnen so etwas widerfährt. Die Aussage war komplett und total sarkastisch gemeint, aber ich bin es mittlerweile gewohnt, kontextfrei zitiert zu werden.‘
‚Wie stehst du zu Frauen?‘
‚Auf Type Os erstem Album, Slow, Deep, and Hard, hatte ich Wörter benutzt – und bitte entschuldige – wie Schlampe, Hure, Fotze… welche sich nicht gegen die gesamte weibliche Bevölkerung richteten. Das war nur auf eine bestimmte Person bezogen. Ich bin ziemlich sauer darüber, dass es Leute gibt, die behaupten, dass ich Frauen hasse. Ich finde das sehr beleidigend.‘“

„Ich denke, hier gibt es eine ganze Menge Leute, die irregeleitet sind und nicht verstehen, oder nicht verstehen wollen, worum es mir geht, die einfach viele Sachen, die ich gesagt habe, bewußt oder unbewußt falsch ausgelegt […] und aus dem Zusammenhang gerissen haben. Diese Leute sind niemals zu uns gekommen und haben [nie] mit uns darüber gesprochen, sie haben sich anonym verhalten und immer wieder versucht, uns in Schwierigkeiten zu bringen. Es ist einfach schade, daß Leute so einfach gestrickt sind, daß sie zu feige sind, ihre Meinungen auch uns gegenüber zu vertreten. Sie haben uns Nazis genannt, aber das, was sie mit uns veranstaltet haben, ist in meinen Augen Faschismus. Sie wollten uns zensieren, sie protestierten gegen uns, haben telefonische Bombendrohungen geschickt, haben Fenster in Clubs, in denen wir spielen wollten, eingeworfen … eine ganze Liste von [S]achen, die ich einfach sehr faschistisch finde.“

Die nie ganz geklärten Kontroversen sollten auch später noch Gegenstand der Auseinandersetzung in der Musik und den Texten von Type O Negative sein, auch wenn sie sich in der Folgezeit bewusst weniger konkret politischen Inhalten widmeten.

### Origin of the Feces

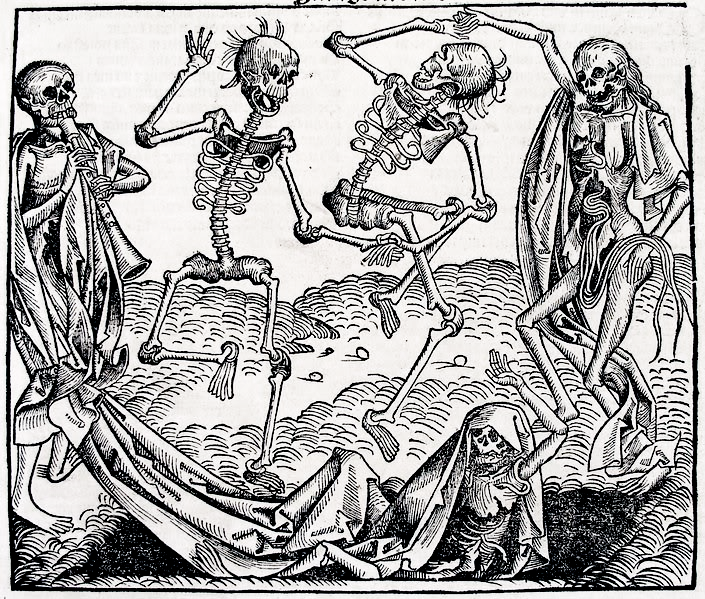
Vorlage für das Cover zur zweiten Veröffentlichung von Origin of the Feces

1992 sollte die Band auf Anraten von Roadrunner ein Live-Album einspielen. Tatsächlich wurde The Origin of the Feces (not live at Brighton Beach) stattdessen ein weiteres Studio-Album, größtenteils mit (bereits melodischeren) Varianten von Songs vom ersten Album. Mit der Hilfe von grölenden Freunden aus der Nachbarschaft und etwas Technik wurden die Aufnahmen danach einfach auf live getrimmt. Dabei wurden auch zahlreiche Anspielungen auf das verhasste Image der Band gemacht: So wird das „Konzert“ durch ein Bombenentschärfungskommando unterbrochen, und erstmals tauchen auf einem Tonträger die „You suck!“-Chöre der Fans auf, die später in einer Art traditionellem Ritus kurz vor den Auftritten von Type O Negative intoniert wurden. Das Cover des Albums zeigte bei der ersten Veröffentlichung (vom 30. Juni des Jahres) eine schwarzweiße Großaufnahme von Steeles gespreiztem Hinterteil. Die zweite Veröffentlichung am 17. Mai 1994 (dem eine Coverversion von Black Sabbaths Paranoid hinzugefügt wurde) hatte stattdessen eine grün gefärbte Darstellung eines Totentanzes auf dem Cover vorzuweisen (welche man sowohl Michael Wolgemut als auch Hans Holbein dem Jüngeren zuschreibt). Im Booklet bedankte sich die Band bei der „Radikalen Linken“ dafür, dass diese sie berühmt gemacht habe („And a very special thanks to the radical left for making us so famous“).

### Bloody Kissesund der Durchbruch
Das Album Bloody Kisses vom 17. August 1993 bedeutete den großen Wurf für die Band: Während das Vorgängerwerk noch recht sperrig gewesen war, präsentierten Type O Negative auf Bloody Kisses einen opulenten orchestralen Sound mit Choralgesängen und mehreren Orgeleinlagen. Hardcore- und noiselastige Stücke gerieten eher in den Hintergrund. Das Album erhielt von der RIAA im Dezember 2000 eine Platin-Auszeichnung.
Etwa zwei Monate nach dem ersten Erscheinen des Albums verließ Schlagzeuger Sal Abruscato Type O Negative, um bei Life of Agony mitzuspielen, da zunächst für Type O Negative keine Tourneen geplant waren, Abruscato aber unbedingt auf Tournee gehen und live spielen wollte. Ein ehemaliger Roadie der Band, Johnny Kelly (* 9. März 1968), nahm dafür seinen Platz ein. Kelly hatte bis dato unter anderem den Tourbus gefahren und technische Arbeiten am Schlagzeug durchgeführt. Nachdem er sein Talent als Schlagzeuger bei Type O Negative unter Beweis stellen konnte, spielte er in dieser Funktion unter anderem auch bei Pist*On, in einer Led-Zeppelin-Coverband namens Earl’s Court und seit 2002 bei den Live-Auftritten von Danzig mit.
1995 ließ sich Peter Steele für das Magazin Playgirl nackt (und, für die Fotomodelle des Magazins eigentlich ungewöhnlich, mit erigiertem Penis) ablichten, ein Schritt, zu dem er sich wegen erhoffter Publicity für die Band (nach Absprache mit dieser und deren Management) entschloss, den er aber später nach eigenen Angaben bereut haben soll. Die damit zusammenhängenden Erfahrungen (vermehrte sexuelle Angebote an Steele seitens der (überwiegend) männlichen Leserschaft von Playgirl) inspirierten dann den Song I Like Goils (zu Deutsch etwa: „Ich steh’ auf Mädels“) auf dem sechsten Album Life Is Killing Me.

### October RustundAfter Dark

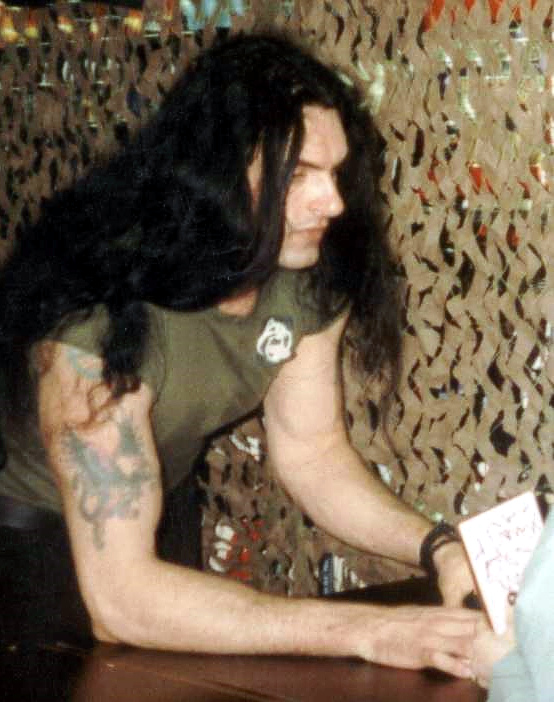
Peter Steele bei einer Autogrammstunde in London, ca. 1991

Am 20. August 1996 erschien das wahrscheinlich kommerziellste Album von Type O Negative, October Rust. Tod, Depressionen, Drogen und Sex gehörten immer noch zu Themenkreis und Stimmung, doch der Gothic-Stil war aufgegeben worden zugunsten paganistisch anmutender Elemente und eines allgemein ruhigeren aber auch poppigeren Tempos mit vielen gleichzeitig komplexeren, aber auch den Gesamteindruck glättenden Tonspuren. Auch der zuvor noch deutlich vernehmbare Hass auf die Welt war auf diesem Album stärker betonten Selbstzweifeln und einem Grundthema der Verzweiflung gewichen. Das Lied Red Water (Christmas Mourning) spiegelte Steeles Erfahrung wider, der im Februar 1995 seinen Vater verloren hatte (nach eigenen Angaben wurde der Song daher auch nie live gespielt). Obwohl October Rust am 20. Juli 2000 Gold erhielt und ganze vier Singles ausgekoppelt wurden, musste es dennoch Kritik einstecken, die diesmal in etwa formulierte, die Band hätte sich mit dieser Veröffentlichung zu sehr an ein größeres Publikum angebiedert. Beinahe unbeachtet blieb dabei das Zwischenstück The Glorious Liberation of the People’s Technocratic Republic of Vinnland by the Combined Forces of the United Territories of Europa, eine Anspielung auf die Idee von Amerika als Vinland, einen Begriff, den unter anderem US-Neonazis verwenden.
1996 traten Type O Negative zum ersten Mal auf dem With Full Force Festival (22. Juni), dem Roskilde-Festival (28. Juni), dem Graspop-Festival (30. Juni) und dem Monsters-of-Rock-Festival (18. Oktober) auf. In der Folgezeit tourte die Band auch weiter vermehrt. 1997 begleiteten sie die Ozzfest Tournee, 1999 traten sie im Rahmen ihrer Summer Breeze Europe Tour auf dem Doomsday Festival (21. August) und dem Bizarre-Festival (22. August) auf.
Am 24. März 1998 veröffentlichte die Band ein VHS-Video namens After Dark, auf dem neben den Musikvideos zu den Songs Black No. 1 (Little Miss Scare-All), Christian Woman (zwei Versionen), My Girlfriend’s Girlfriend, Love You to Death und Cinnamon Girl auch zahlreiche Backstage- und Homevideoaufnahmen zu sehen sind. Von After Dark erschien am 18. September 2000 eine erweiterte DVD-Fassung. Im Oktober 2006 erhielt das Video von der RIAA den Status Gold.

### World Coming Down
Mit World Coming Down erschien am 20. September 1999 das wohl düsterste Album der Band, auf dem Steele schmerzhafte Erfahrungen verarbeitete: Er hatte nicht nur seinen Vater verloren, auch seine Mutter war schwerkrank geworden, und es hatte weitere Todesfälle in seiner Familie gegeben, welche er wegen der langen Tourneezeiten zuvor nur noch selten gesehen hatte. Die Themen Sterblichkeit, Verlust, Tod und Drogenkonsum waren auf diesem Tonträger zentral, die Melodien bewegten sich zwischen tiefer Schwere und beißender Schärfe. Harte Gitarrenriffs und scheppernder Schlagzeugeinsatz dominierte dabei fast schon das auf October Rust noch mehr im Vordergrund stehende Keyboard. Als das angeblich am schwersten zugängliche, weil wohl auch deprimierendste, Album hat auch World Coming Down Kritik erhalten, nicht zuletzt von Peter Steele selbst, der die genannten Erinnerungen bis zu seinem Tod mit den Songs verband.

### The Least Worst Of
Am 31. Oktober 2000 erschien mit The Least Worst Of die obligatorische Compilation der populärsten Songs der Band auf dem zusätzlich auch einige seltenere und bisher unveröffentlichte B-Seiten sowie zwei neue Songs (It’s Never Enough und Stay Out of My Dreams) enthalten waren. Von dem Album existieren zwei Versionen, eine sogenannte „dreckige“ und eine sogenannte „saubere“ Version (die Letztere für den Verkauf in großen Ketten wie Walmart, auf welcher der Song It’s Never Enough nicht enthalten war (wahrscheinlich wegen des Refrains “Fuck you, God!”) und Unsuccessfully Coping with the Natural Beauty of Infidelity durch den Song Gravity ersetzt wurde). Auf dem rückseitigen Cover ist der Spruch “Better to be hated for who you are than loved for who you’re not.” („Besser für das gehasst zu werden, was man ist, als dafür geliebt zu werden, was man nicht ist.“) zu lesen, zugeschrieben einem gewissen „Phlogiston Verdigris“ (verdigris ist Englisch für Patina), offensichtlich eine fiktive und von der Band erfundene Person. Das Zitat hat sich seitdem trotzdem als wahr verbreitet. Der Name „Phlogiston Verdigris“ tauchte erstmals in den Booklet-Notizen des Albums Bloody Kisses auf. Dort heißt es:

„Additional vocal performances: The Bensonhoist Lesbian Choir. Erasmus High School Boys Special Ed. Brooklyn Philharmonic Orchestra (Verdigris Phlogiston conducting).“

### Life Is Killing MeundSymphony for the Devil
Das sechste Album, Life Is Killing Me (Arbeitstitel: The Dream Is Dead), kam am 17. Juni 2003 auf den Markt und ließ wieder (relativ) heitere Töne erklingen. Die Songs bestachen durch eine Vielzahl verschiedener Stilrichtungen, Steele selbst beschrieb diese als einen Mix aus „Hardcore/Punk, beinahe Party-Punk“, dem herkömmlichen Goth-Metal der Band sowie einer Kombination aus Typen von 1960er und 1980er Songwriting. Hierfür können exemplarisch die Songs Electrocute oder die Cover-Version des Stücks Angry Inch aus dem Musical Hedwig and the Angry Inch über einen transsexuellen Rockstar aus Ost-Berlin genannt werden. Solider Rock im Stil von Black Sabbath und auch poppige Sitar-Klänge, die an die Beatles erinnern, bildeten den neuen, alten Sound. Die bekannte Negativität ist allerdings abermals vertreten, beispielsweise wie komprimiert in dem Song Anesthesia, der Verzweiflung und die Verleugnung der eigenen Gefühle thematisiert.
In den Vereinigten Staaten wurden in der ersten Woche nach Erscheinen 27.000 Kopien von Life Is Killing Me verkauft, wodurch das Album mit Platz 39 in die Billboard-200-Charts eintrat.
In Europa erschien Life Is Killing Me als Doppel-CD mit selteneren B-Seiten, darunter das Stück Out of The Fire (Kane’s Theme), das die Band ursprünglich 2001 als Titelmelodie für den Wrestler Glen „Kane“ Jacobs aufgenommen, bis dahin aber nicht veröffentlicht hatte.
Im Rahmen einer kleineren Europa-Tournee trat die Band auf dem Tuska Open Air Metal Festival sowie wiederum auf dem Waldrock Festival (21. Juni), dem Graspop Festival (4. Juli) und dem With Full Force Festival (6. Juli) auf.
2004 wechselte Type O Negative zu der deutschen Plattenfirma SPV, nachdem der Vertrag mit Roadrunner ausgelaufen war und die Band Roadrunners Angebot für einen neuen Vertrag nicht akzeptierte.
Am 13. Mai 2005 erschien auf der Leitseite der Website von Type O Negative das Bild eines mit Efeu überwachsenen Grabsteins, auf dem „[P]ETER STEELE / FREE AT LAST / 1962–2005“ zu lesen war. Obwohl der angebliche Tod von Frontmann Peter Steele sich sehr schnell als Gerücht herausstellte, hatte der von Josh Silver inszenierte Ulk Konsequenzen für Peter Steele, da dieser zu der Zeit Probleme mit dem Gesetz hatte (und auch für 30 Tage im Gefängnis von Rikers Island einsitzen musste, nach eigener Aussage, weil er „jemandem 50 mal aus Versehen ins Gesicht geschlagen“ hatte) und der verantwortliche Richter unter anderem die Polizei zu Steeles Wohnung schickte, um herauszufinden, ob er wirklich tot sei.
Mitte März 2006 erschien auf SPVs Metal-Label Steamhammer mit Symphony for the Devil (The World of Type O Negative) eine DVD mit Live-Aufnahmen vom 1999er Bizarre-Festival sowie Backstage-Material und anderen Homevideos sowie einer beigefügten Maxi-CD mit Santana-Medleys.
Im September 2006 erschien bei Roadrunner Records The Best of Type O Negative, eine Kompilation mit altem und bereits bekanntem Material, an deren Produktion die Band nicht beteiligt gewesen war. Der darauf enthaltene Song Highway Star, eine Coverversion des gleichnamigen Stückes von Deep Purple, war bis dahin nur auf der Compilation NASCAR: Crank It Up, 2002 von der NASCAR, FOX und der MCA herausgegeben, zu hören gewesen.

### Dead Again
Am 13. März 2007 erschien in den Vereinigten Staaten und Kanada auf Steamhammer das neueste Album. Der Arbeitstitel lautete The Profit$ of Doom (nach Angaben von Peter Steele eine Rückkehr zu Carnivore-Anfängen), wurde aber Anfang November 2006 beim Eintritt in die Abmischung in Dead Again geändert. Auf dem Album hat Tara VanFlower (ehemals bei Lycia) einen Gastauftritt auf dem Song Halloween In Heaven, ein Tribut an den Ende 2004 getöteten Dimebag Darrell. Die erste Singleauskopplung war der Song „The Profit of Doom“. In Deutschland erschien das Album am 16. März, im Rest von Europa am 19. März. Am 23. März erschien das Album in Deutschland sogar als giftgrüne Doppel-LP.
Zu den von der Band genannten Gründen für die gewohnt lange Wartezeit seit dem letzten Studioalbum gehörten Todesfälle in den Familien der Bandmitglieder (Josh Silvers Vater und Peter Steeles Mutter), sowie andere persönliche Probleme, darunter Peter Steeles Aufenthalt im Gefängnis sowie in einer Drogenentzugsklinik wegen seiner Kokainabhängigkeit, über die er im Titellied von Dead Again singt.
Dead Again überraschte viele Fans, da das Album thematisch einen starken christlichen Einfluss in den Liedtexten aufweist. Peter Steele begründete dies in Interviews mit der persönlichen Rückkehr zu seinem römisch-katholischen Glauben.
Auch von der Produktion her unterscheidet sich Dead Again von den letzten Alben, da die Band die Lieder größtenteils in Jam-Sessions aufgenommen hatte und zum ersten Mal seit Bloody Kisses bei den Aufnahmen das Schlagzeug live eingespielt wurde, anstatt einen Drumcomputer zu verwenden.
Auf dem Cover des Albums ist der russische Wunderheiler Rasputin abgebildet.
In den Vereinigten Staaten wurden in der ersten Woche nach Erscheinen 22.000 Exemplare von Dead Again verkauft, wodurch das Album mit Platz 27 in die Billboard-200-Charts eintrat. In den speziellen Billboard-Charts der Kategorie „Top Independent Albums“ belegte das Album Platz 2.
Ende März bis Anfang Mai 2007 absolvierte die Band eine US-Tournee zusammen mit Celtic Frost, in Europa spielte Type O Negative von Juni bis August sowohl auf mehreren Festivals (u. a. Rock am Ring, Rock im Park, Sauna Open Air, Woodstage Summer Open Air, Fields of Rock, Wacken Open Air, Graspop, Hellfest) sowie auf normalen Gigs, wobei auch erstmals Auftritte in Südosteuropa (Zagreb am 1. Juli 2007, Belgrad am 3. Juli, Sofia am 4. Juli sowie Thessaloniki am 6. Juli und Athen am 8. Juli) stattfanden. Anschließend fand eine Mini-Tournee in den Vereinigten Staaten statt.

### Peter Steeles Tod
Am 14. April 2010 verstarb Sänger und Bassist Peter Steele an den Folgen entzündeter Organe, welche letzten Endes zu einem Aortenaneurysma führten, allerdings ging man zuerst von einem Herzversagen aus. Im November 2010 gaben die restlichen Mitglieder in einem Interview mit dem Rock-Hard-Magazin bekannt, dass die Band mit Steeles Tod aufgehört hat zu existieren.

## Diskografie
Studioalben

| Jahr | Titel Musiklabel                                                        | Höchstplatzierung, Gesamtwochen, AuszeichnungChartplatzierungen (Jahr, Titel, Musiklabel, Platzierungen, Wochen, Auszeichnungen, Anmerkungen) | Höchstplatzierung, Gesamtwochen, AuszeichnungChartplatzierungen (Jahr, Titel, Musiklabel, Platzierungen, Wochen, Auszeichnungen, Anmerkungen) | Höchstplatzierung, Gesamtwochen, AuszeichnungChartplatzierungen (Jahr, Titel, Musiklabel, Platzierungen, Wochen, Auszeichnungen, Anmerkungen) | Höchstplatzierung, Gesamtwochen, AuszeichnungChartplatzierungen (Jahr, Titel, Musiklabel, Platzierungen, Wochen, Auszeichnungen, Anmerkungen) | Höchstplatzierung, Gesamtwochen, AuszeichnungChartplatzierungen (Jahr, Titel, Musiklabel, Platzierungen, Wochen, Auszeichnungen, Anmerkungen) | Anmerkungen                                                            |
| Jahr | Titel Musiklabel                                                        | DE | AT | CH | UK | US | Anmerkungen                                                            |
| ---- | ----------------------------------------------------------------------- | --- | --- | --- | --- | --- | ---------------------------------------------------------------------- |
| 1991 | Slow, Deep and Hard Roadrunner Records                                  | DE53 a (1 Wo.)DE | — | — | — | — | Erstveröffentlichung: 16. Juni 1991 Wiederveröffentlichung: 2009, 2021 |
| 1992 | The Origin of the Feces (Not Live at Brighton Beach) Roadrunner Records | DE59 b (1 Wo.)DE | — | — | — | — | Erstveröffentlichung: 17. Mai 1992 Wiederveröffentlichung: 1994        |
| 1993 | Bloody Kisses Roadrunner Records                                        | DE29 c (9 Wo.)DE | AT35 d (1 Wo.)AT | — | — | US166 Platin · (11 Wo.)US | Erstveröffentlichung: 17. August 1993 Verkäufe: + 1.000.000            |
| 1996 | October Rust Roadrunner Records                                         | DE5 (13 Wo.)DE | AT8 (10 Wo.)AT | CH46 (2 Wo.)CH | UK26 (2 Wo.)UK | US42 Gold · (8 Wo.)US | Erstveröffentlichung: 20. August 1996 Verkäufe: + 500.000              |
| 1999 | World Coming Down Roadrunner Records                                    | DE3 (8 Wo.)DE | AT17 (4 Wo.)AT | — | UK49 (1 Wo.)UK | US39 (6 Wo.)US | Erstveröffentlichung: 21. September 1999                               |
| 2003 | Life Is Killing Me Roadrunner Records                                   | DE9 (10 Wo.)DE | AT51 (7 Wo.)AT | CH98 (1 Wo.)CH | UK78 (1 Wo.)UK | US39 (4 Wo.)US | Erstveröffentlichung: 17. Juni 2003                                    |
| 2007 | Dead Again SPV                                                          | DE18 (7 Wo.)DE | AT25 (3 Wo.)AT | CH89 (1 Wo.)CH | UK87 (1 Wo.)UK | US27 (3 Wo.)US | Erstveröffentlichung: 13. März 2007                                    |